# Dorfkirche Kollmar

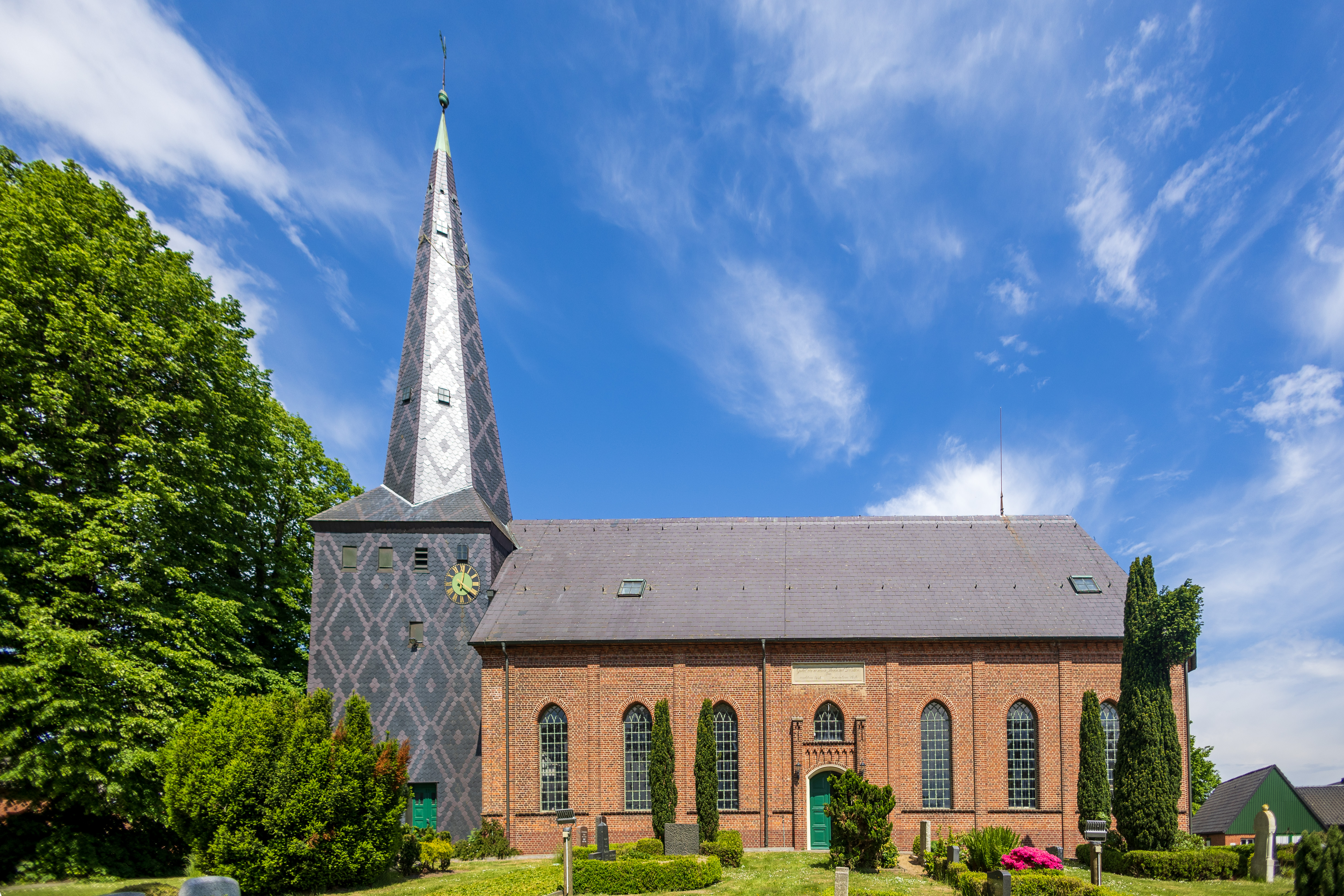
Dorfkirche Kollmar

Die Dorfkirche Kollmar ist ein geschütztes Kulturdenkmal mit der Objekt-ID 2617 im Denkmalschutzgesetz in Kollmar, einer Gemeinde im Kreis Steinburg in Schleswig-Holstein. Die Kirchengemeinde gehört zum Kirchenkreis Rantzau-Münsterdorf der Evangelisch-Lutherischen Kirche in Norddeutschland.

## Beschreibung

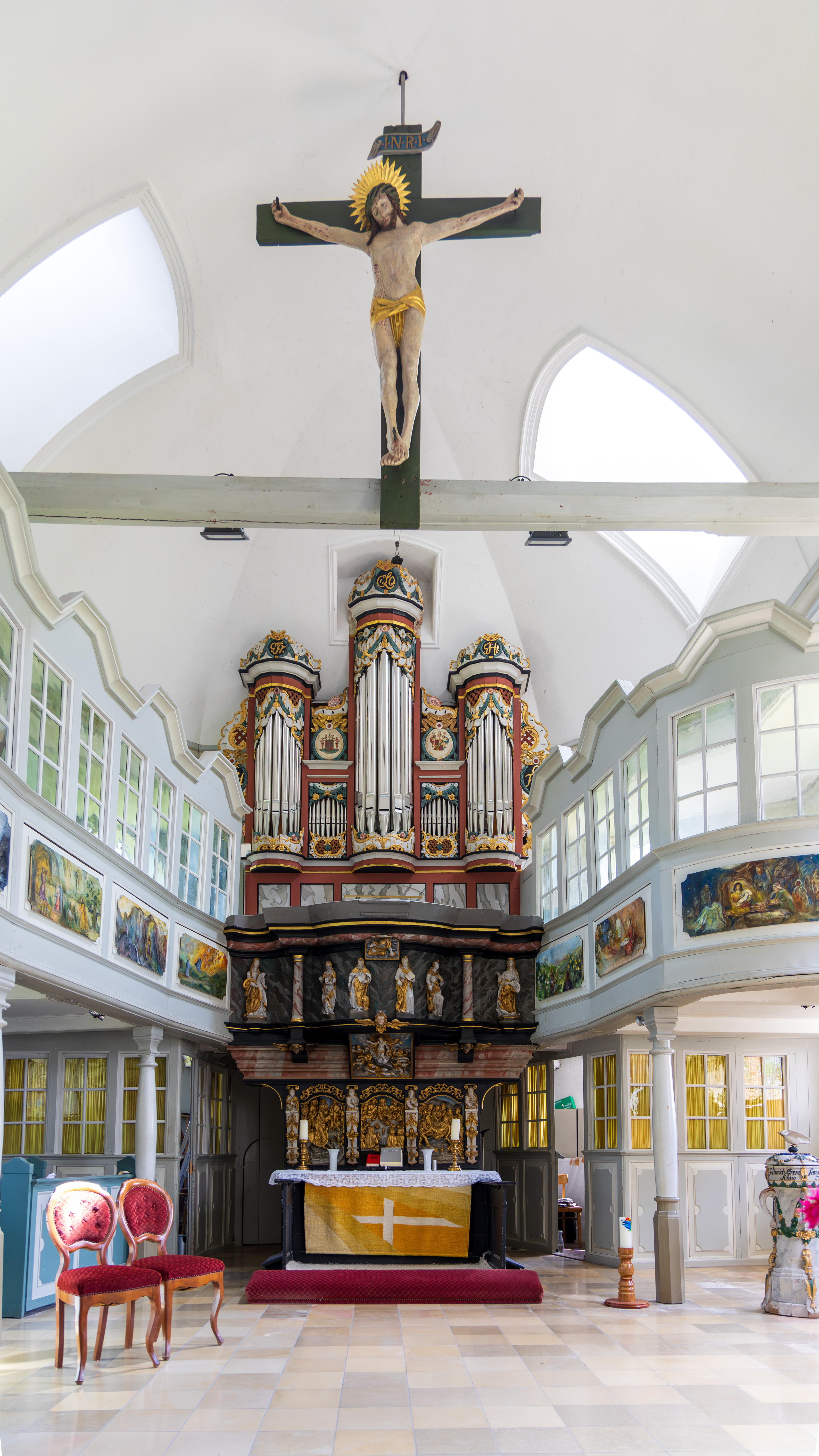
Innenraum Richtung Osten

Die Saalkirche wurde 1448 erbaut und 1858 neu gestaltet. Sie besteht aus einem Langhaus, das im Osten dreiseitig abgeschlossen ist, und einem hölzernen, mit einem Knickhelm bedeckten Kirchturm im Westen. Die Schieferbekleidung des Turms ist der mit einem Rautenmuster verziert. 
Der Innenraum ist mit einem hölzernen Tonnengewölbe überspannt. An der südlichen Wand des Langhauses befinden sich vier spätgotische geschnitzte Reliefs mit der Darstellung der Kreuzwegstationen aus einem ehemaligen Altar. Zur Kirchenausstattung gehören eine Kanzel von 1635 und ein 1791 gebautes Taufbecken im Zopfstil. Die Orgel auf der Empore wurde 2007 von der Paschen Kiel Orgelbau hinter den Prospekt von 1791 eines unbekannten Orgelbauers eingebaut.